# Phénomène transitionnel
Le phénomène transitionnel désigne un complexe d'activité de l'expérience du bébé décrit par Donald Winnicott pour désigner les mécanismes permettant le passage de l'omnipotence subjective à la réalité objective. Il décrit ainsi

« ...l'aire d'expérience qui est intermédiaire entre le pouce et l'ours, entre l'érotisme oral et la relation objectale vraie, entre l'activité créatrice primaire et la projection de ce qui a déjà été introjecté, entre l'ignorance primaire de la dette et la reconnaissance de celle-ci »

— Objets transitionnels et phénomènes transitionnels, dans De la pédiatrie à la psychanalyse, p. 170

## Phénomène et objet transitionnels
De l'ensemble des phénomènes transitionnels, l'enfant extrait parfois un fragment particulier avec lequel il aura un rapport électif, c'est l'objet transitionnel. Il faut souligner que c'est bien moins l'objet en lui-même qui importe que son usage. Il peut s'agir d'un bout de tissu, comme d'une petite mélodie, comme de la mère elle-même.
D. Winnicott présente les particularités de la relation de l'enfant avec cet objet :
1. L'enfant s'arroge des droits sur l'objet et nous sommes d'accord pour cette prise de possession. Néanmoins, dès le début, on note une certaine annulation de la toute-puissance.
2. L'objet est affectueusement câliné, il est aussi aimé avec passion et mutilé.
3. L'objet ne doit jamais changer à moins que ce ne soit l'enfant lui- même qui le modifie.
4. L'objet doit survivre à l'amour instinctuel et aussi à la haine, et si c'est le cas, à l'agressivité pure.
5. Pourtant, il faut que, pour l'enfant, l'objet paraisse communiquer de la chaleur, ou être capable de mouvement, ou avoir une certaine texture, ou pouvoir faire quelque chose qui témoignerait d'une vitalité ou d'une réalité qui lui serait propre.
6. De notre point de vue, l'objet vient de l'extérieur, mais il n'en est pas de même du point de vue de l'enfant. Pour lui, il ne vient pas non plus du dedans; ce n'est pas une hallucination.
7. Cet objet est voué au désinvestissement progressif, de sorte qu'avec les années il n'est pas tant oublié que relégué dans les limbes. J'entends par là qu'au cours du développement normal, l'objet transitionnel n'entre pas « dedans » (go inside) et que le sentiment qui s'y rapporte n'est pas nécessairement refoulé. Il n'est pas oublié, et on ne porte pas son deuil. Il perd sa signification, et ce, parce que les phénomènes transitionnels sont devenus diffus, se sont répandus sur tout le territoire intermédiaire qui se situe entre « la réalité psychique intérieure » et le « monde extérieur dans la perception commun à deux personnes »; autrement dit, parce qu'ils recouvrent tout le domaine de la culture. »[1]

## Genèse des phénomènes transitionnels
Au départ, la mère suffisamment bonne...
« ...commence par s'adapter presque totalement aux besoins de l'enfant ; à mesure que le temps passe, progressivement elle s'adapte de moins en moins étroitement, suivant la capacité croissante qu'acquiert l'enfant de s'accommoder de cette défaillance maternelle. »  »
Lorsque l'enfant commence à avoir faim, la mère s'en aperçoit et lui propose le sein. Le bébé a alors l'illusion que c'est précisément ça qu'il lui fallait et qu'il l'a lui-même créé. Le sein est à la fois créé et trouvé, ce qui donne à l'enfant « ...l'illusion qu'il existe une réalité extérieure qui correspond à sa propre capacité de créer. ». Progressivement, la mère s'adapte moins parfaitement, devient défaillante, à mesure que l'enfant devient capable de le supporter. L'inadaptation progressive de l'environnement et la frustration qui en résulte lui permettent de faire l'expérience de la réalité : « L'expérience de la frustration rend les objets réels, c'est-à-dire, aussi bien haïs qu'aimés. ».
C'est dans ce contexte que vont pouvoir apparaître et se développer les phénomènes transitionnels. Il s'agit de phénomènes qui n'appartiennent ni à la réalité intérieure ni à la réalité extérieure, c'est une des raisons pour lesquelles ils sont qualifiés de transitionnels. On pourrait dire qu'ils appartiennent en même temps à la réalité extérieure et à la réalité intérieure et que c'est justement pour cela qu'ils n'appartiennent ni à l'une ni à l'autre. N'appartenant ni à l'une ni à l'autre et aux deux à la fois, personne ne pose la question de leur réalité.
« L'objet et les phénomènes transitionnels donnent dès le départ à chaque individu quelque chose qui restera toujours important pour lui, à savoir une aire d'expérience neutre qui ne sera pas contestée. » 
Le bébé dont la mère aura été « convenablement bonne », fera l'expérience, illusoire, de l'omnipotence, et par la suite des phénomènes transitionnels. Dans cette aire intermédiaire d'expérience se situera progressivement ce qui « ...est éprouvé intensément dans le domaine des arts, de la religion, de la vie et de son imaginaire, de la création scientifique. ». C'est également dans cette aire que peut être relâchée la tension suscitée par l'acceptation de la réalité extérieure, qui « ...est une tâche inachevée... », dans sa mise en rapport avec la réalité intérieure.
L'enfant, en grandissant, saura que la vie vaut la peine d'être vécue et aura un mode de vie créatif qui est :
« ...la coloration de toute une attitude face à la réalité extérieure [...] il s'agit avant tout d'un mode créatif de perception qui donne à l'individu le sentiment que la vie vaut la peine d'être vécue ; ce qui s'oppose à un tel mode de perception, c'est une relation de complaisance soumise envers la réalité extérieure : le monde et tous ses éléments sont alors reconnus mais seulement comme étant ce à quoi il faut s'ajuster et s'adapter. La soumission entraîne chez l'individu un sentiment de futilité, associé à l'idée que rien n'a d'importance. Ce peut être même un réel supplice pour certains êtres que d'avoir fait l'expérience d'une vie créative juste assez pour s'apercevoir que, la plupart du temps, ils vivent de manière non créative, comme s'ils étaient pris dans la créativité de quelqu'un d'autre ou dans celle d'une machine. Cette seconde manière de vivre dans le monde doit être tenue pour une maladie, au sens psychiatrique du terme. »
La créativité peut être détruite si la personne est contrainte de vivre dans des conditions particulièrement difficiles. Par exemple, chez les personnes ayant vécu dans les camps de concentration ou sous des régimes totalitaires.
« ...quelques-unes de ces victimes parviennent à rester créatives et, bien entendu, ce sont elles qui souffrent. Tout se passe comme si tous les autres, ceux qui continuent d'exister (mais ne vivent pas) dans de telles communautés pathologiques, avaient si totalement renoncé à tout espoir qu'ils ne souffrent plus ; sans doute ont-ils perdu ce qui faisait d'eux des êtres humains : ils ne peuvent plus voir le monde de manière créative. » .
L'opposition entre les deux modes de vie découle de la relation entre le vrai self et le faux self, entre avoir le sentiment d'être vivant, de croire en la vie et la voir de manière créative d'une part, et d'entretenir une relation de soumission complaisante, sans créativité, avec son environnement d'autre part.

## Exemples de phénomènes transitionnels
De nombreux phénomènes transitionnels participent au réconfort de l'enfant pendant ses crises anxieuses : babillages, chansons enfantines, gazouillis, gestes autocentrés comme les caresses, maniérismes, manipulations électives d'un objet matériel,.

## La transitionnalité de la littérature
La littérature peut, elle aussi, être envisagée comme un phénomène transitionnel. Winnicott permet en effet d'étendre la catégorie des phénomènes et aires transitionnels à la culture. Concevoir ainsi la littérature comme une « aire intermédiaire d'expérience  » donne une responsabilité grandie aux dispositifs qui la partagent : la lecture à voix haute, l'enseignement, la critique.
Le partage transitionnel de la littérature se définit aussi par ce qu'il évite. Un partage sublime qui vise à réunir les lecteurs autour d'une extase mythique qui entraîne l'adhésion par delà l'individualité du lecteur, auditeur, spectateur. Mais aussi un partage qui permettrait l'investissement de sa transmission par des scénarios traumatiques, « transgressifs » et/ou militants.
Dans L'Animal ensorcelé, Hélène Merlin-Kajman propose de distinguer l'« aire intermédiaire d'expérience » du phénomène transitionnel à proprement parler. La culture, et la littérature avec elle, correspond au premier en tant que structure, c'est-à-dire que son existence est anthropologiquement incontournable. Mais pour que cette aire ne soit pas investie par les mythes communautaires, qu'elle devienne proprement transitionnelle, c'est-à-dire qu'elle permette le jeu des identités entre je et nous, il convient de mettre en place des dispositifs analogues à la « mère suffisamment bonne ». Dans le cadre de ces dispositifs participerait un partage transitionnel de la littérature qui laisserait flotter le signifiant, en donnant toute latitude à la variété des interprétations, au jeu des identifications et de la critique.